# Cal Pitrera
Cal Pitrera és una obra d'Albatàrrec (Segrià) inclosa a l'Inventari del Patrimoni Arquitectònic de Catalunya.

## Descripció
Edifici entre mitgeres de planta baixa, pis i golfes que conforma la plaça de Sant Roc. La façana principal té una arcada d'arc de mg punt adovellat al primer pis, dues finestres quadrades al segon i una galeria d'arcs de mig punt a les golfes. Les finestres del primer pis i la separació entre els pisos està marcat per una motllura. La teulada és a dues vessants amb el carener paral·lel a la façana. El parament és de grans carreus regulars ben escairats.